# Sedeinga
Sedeinga is een archeologische locatie nabij het gelijknamige dorp in Soedan. Ze is bekend door de resten van een Egyptische tempel voor koningin Teje, de echtgenote van Amenhotep III, maar vooral ook de aanwezigheid van een necropolis met minstens 80 kleine piramides, gebouwd van de 7e eeuw v.Chr. tot de 4e eeuw na Christus. Ze werden ontdekt tussen 2009 en 2012 en dateren uit de tijd van het rijk van Koesj, een oud koninkrijk in Nubië. Ze variëren in grootte van ongeveer 6,7 meter tot 75 cm breed. 

## Locatie
De site ligt in het noorden van Soedan op de westelijke oever van de rivier de Nijl. Ze ligt ongeveer 100 kilometer ten noorden van de derde cataract van de Nijl en 720 kilometer ten noordwesten van Meroë, de hoofdstad van de Meroïtische periode van het koninkrijk Koesj, waar soortgelijke piramides zijn gevonden. Afgezonderd van het grootste deel van Koesj, ligt het in de woestijn langs een oude handelsroute. Deze route verbond Koesj rechtstreeks met Midden-Egypte, wat suggereert dat Sedeinga mogelijk een handelsnederzetting was. Niet ver van de Egyptische grens gelegen, zou Sedeinga als eerste toegang hebben gehad tot de goederen die door Egyptische handelaren werden meegebracht, wat de oorsprong zou kunnen verklaren van de rijkdom van de graven.

## Tempel

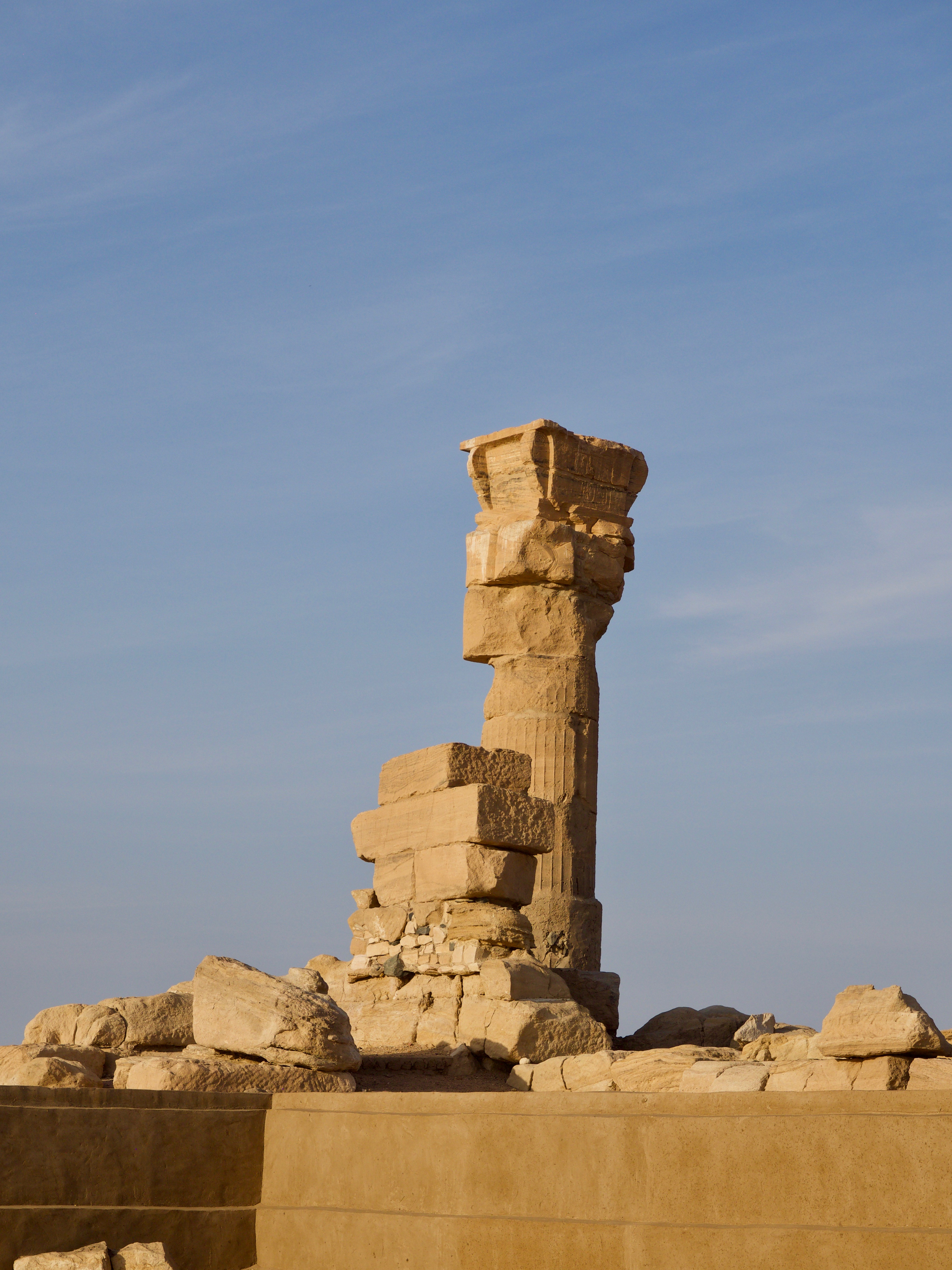
tempel van Teje

Tijdens het laatste deel van de regering van Amenhotep III (r. 1388 tot rond 1351 v.Chr.) werd er een tempel gewijd aan koningin Teje. Teje vertegenwoordigde het Oog van Ra en haar tempel was de vrouwelijke tegenhanger van een nabijgelegen grotere tempel gewijd aan Amenhotep III. Teje werd in de tempel aanbeden als de levende godin Hathor-Tefnoet, en als zodanig wordt ze afgebeeld met een Hathor-hoofdtooi met een omvangrijke pruik met daarop de koninklijke uraeus, hoorns en zonneschijf. De zogenaamde Prudhoe-leeuwen stonden oorspronkelijk met de naam Amenhotep als beschermfiguren in deze tempel. Ze stellen leeuwinnen voor, als symbolen van Sechmet, een belangrijke godheid die de farao's beschermde.

## Necropolis
De necropolis bestaat uit duizenden grafkamers, waaronder de fundamenten van ten minste 80 kleine piramides die dateren uit de late Meroitische periode van het koninkrijk Koesj. De piramides waren gemaakt van stenen blokken boven een ronde gemetselde kamer die symbolisch was voor de oudere Koesjitische traditie van aarden grafheuvels. In tegenstelling tot de piramides in Meroë, die voorbehouden waren aan de heersers, werden de Sedeinga-piramides voornamelijk gebouwd voor rijke burgers. De Sedeinga-piramides vertoonden ook een grotere Egyptische invloed dan hun tegenhangers in Meroë, getypeerd door dekstenen met afbeeldingen van vogels of lotussen die uit zonneschijven tevoorschijn kwamen. Hoewel de opgraving van de Sedeinga-piramidesite nog niet is voltooid, zijn er aanwijzingen dat deze mogelijk meer piramides bevat dan enige andere nu bekende site.

## Artefacten
In april 2018 kondigden archeologen de ontdekking aan van een groot aantal stenen funeraire inscripties in de necropolis van Sedeinga. De inscripties vormen de grootste verzameling teksten in het Meroïtisch die ooit zijn ontdekt.
Veel van de opgegraven artefacten verkeren in opmerkelijk goede staat, waarbij sommige steles hun blauwe pigment hebben behouden. Een opmerkelijke vondst was een dorpel met een afbeelding van de Egyptische godin Maät. De bovendorpel was opmerkelijk omdat het de eerste bekende weergave van Maät was met duidelijke sub-Saharaanse gelaatstrekken.
Talrijke Sedeinga-artefacten waren opgedragen aan hooggeplaatste vrouwen, wat gezien wordt als een teken dat Koesj een matrilineaire samenleving was.